# カール・ヴィンソン (空母)

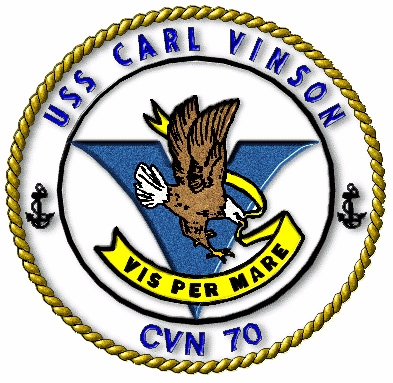
insignia

カール・ヴィンソン (USS Carl Vinson, CVN-70) は、アメリカ海軍の航空母艦。ニミッツ級航空母艦の3番艦。艦名は第二次世界大戦前後に海軍力増強に努めたカール・ヴィンソン下院議員にちなんで付けられた。歴史の中で生存中の人名を付けた最初の空母。カール・ビンソンとも。 

## 艦歴
カール・ヴィンソンは1974年4月5日にバージニア州のニューポート・ニューズ造船所に発注され、1975年10月11日に起工する。1982年3月13日に就役し、整調航海に出航した。
1983年3月1日に母港となるカリフォルニア州のアラメダに向かい、同年10月1日には長崎県佐世保港に寄港。
1984年にはリムパック '84 に参加し、10月14日に最初の国外配備が行われた。
1985年は1月から4月まで107日間をインド洋で過ごす。
1986年5月から6月にかけてカール・ヴィンソンはリムパック '86 を含むいくつかの演習に参加した。8月12日に2度目の国外配備に出航し、ベーリング海で活動する最初の航空母艦となった。1987年1月にはインド洋とアラビア海北部で活動し、その後再びベーリング海を通過しアラメダ海軍基地に帰還した。
1988年に4度目の国外配備に就く。ペルシア湾でアメリカ船籍のタンカーを護衛し1988年12月16日に帰還した。
1989年9月18日にカール・ヴィンソンはアラメダを出航し、第二次世界大戦以降最大の平時海軍演習となる PACEX '89 に参加する。演習でカール・ヴィンソンはベーリング海、アリューシャン列島で活動し、日本海と太平洋において3つの空母戦闘群（現 空母打撃群）を率いた。韓国の釜山で短期間停泊した後、カール・ヴィンソンはロマプリータ地震発生直後のサンフランシスコに帰還した。

### 1990年代
カール・ヴィンソンは、1990年2月1日に5回目の配備に出航した。ハワイのホノルル、日本の佐世保、フィリピンのスービック海軍基地、ディエゴガルシア島、オーストラリアのパース、シンガポール、香港を訪問しサンディエゴで搭載航空団が離艦、1990年7月31日に無事帰還した。9月にブレマートンで入渠し、28ヶ月間のオーバーホールに入る。
1994年2月17日、ペルシャ湾に向けて出航し、サザン・ウォッチ作戦の支援に入った。8月5日にカール・ヴィンソン艦上で太平洋艦隊司令長官の交代式が行われた。その後、8月17日にアラメダに帰還した。
1995年、ディスカバリーチャンネルでドキュメンタリー「Carrier: Fortress at Sea」が放送された。このドキュメンタリーは、カール・ヴィンソンの6ヶ月に及ぶペルシャ湾での航海を時系列に沿って記録したものであった。

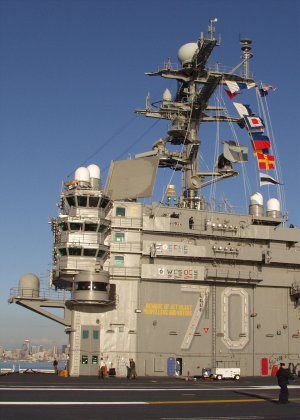
カール・ヴィンソンの艦橋

1995年8月26日から9月3日までカール・ヴィンソンはエクササイズ・キー・コアに参加し、その後太平洋において第二次世界大戦終了の記念式典に参加した。これらの式典期間中にハワイでクリントン大統領が艦を訪問し、式典においては大戦中の航空機12機がヴィンソン艦上を発艦した。
1996年5月14日、カール・ヴィンソンは7回目の配備に向けて出航し、ペルシャ湾でのサザン・ウォッチ作戦およびデザート・ストライク作戦の支援を行う。またエクササイズ・ラグド・ノーチラスに参加し、1996年11月14日にアラメダに帰還した。
アラメダ海軍航空基地の閉鎖に伴い、カール・ヴィンソンの母港はワシントン州ブレマートンに変更された。1997年1月17日に新たな母港に到着したカール・ヴィンソンは、A-6E イントルーダーの最後の発艦および回収を行った艦となった。
1998年にはリムパック '98 に参加し、その後ペルシャ湾に向かう。12月19日、デザート・フォックス作戦の支援として空襲を行い、その後サザン・ウォッチ作戦の支援を行う。これらの航空支援は1999年3月まで継続した。1999年7月にカール・ヴィンソンはピュージェット・サウンド海軍造船所に入渠し、11ヶ月のオーバーホールおよび改修が行われた。その費用は2億3000万ドル以上が費やされた。改修後の整調は2000年まで継続した。

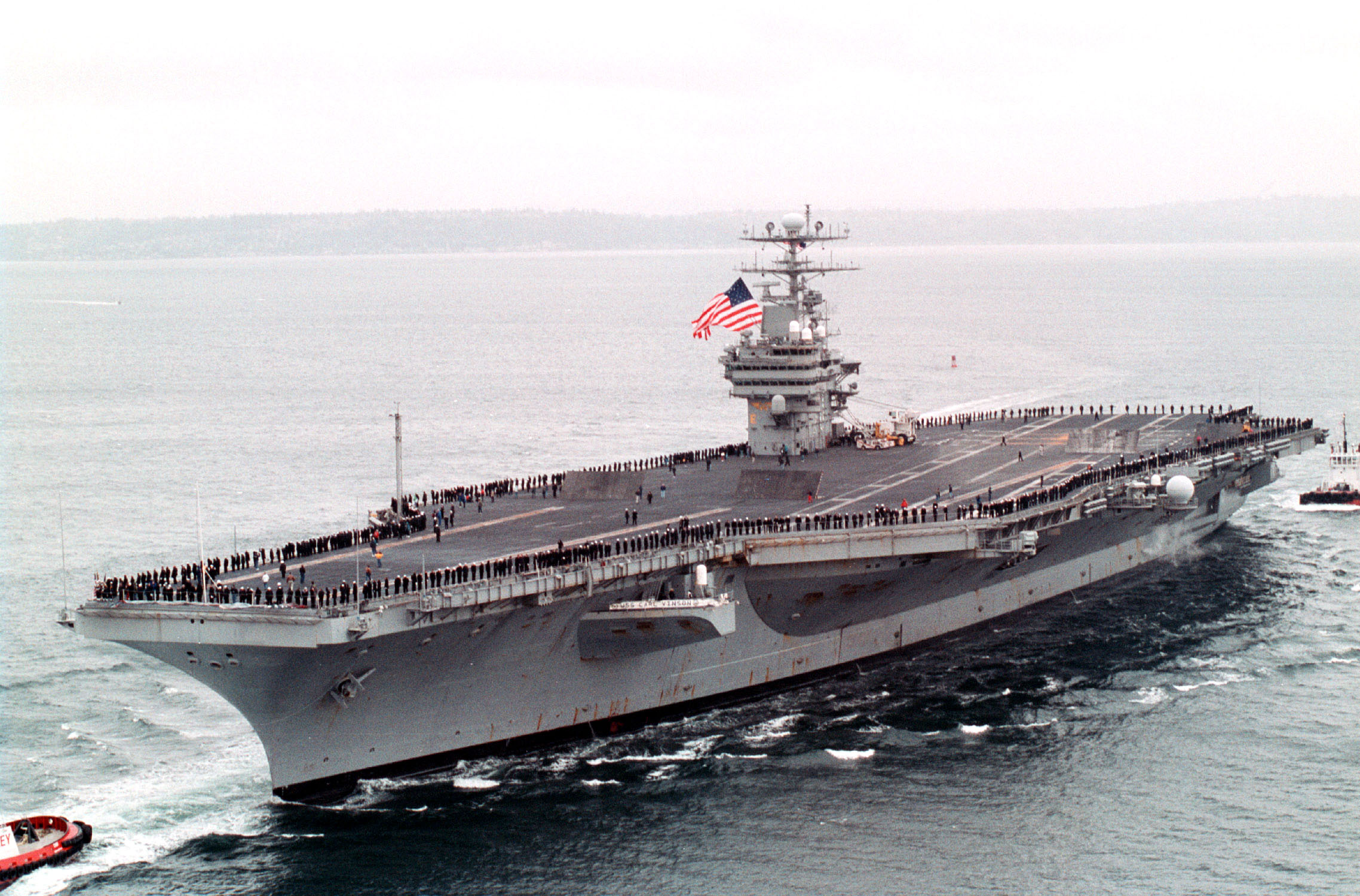
不朽の自由作戦から帰還したカール・ヴィンソン

### 2000年代
2003年5月10日。横須賀基地に寄港。
2005年にはオーバーホールのためニューポート・ニューズ造船所の乾ドックに入渠し、オーバーホールに入った。
2010年1月14日、ハイチ地震への災害派遣のため、バージニア州ノーフォーク海軍基地より出港。

### 2010年代
2011年5月2日、アラビア海でパキスタンにてアメリカ軍に殺害されたウサーマ・ビン・ラーディンの遺体が持ち込まれ、水葬とするため宗教儀式を甲板で実施した。その後、遺体を海葬した。
2016年、第2空母航空団がカール・ヴィンソン所属となった。
2017年1月5日、アメリカ西海岸から西太平洋へ展開した。目的は対潜戦術・航海・砲術の訓練の他、訪問・交流の外交、警戒監視・抑止行動等の行動を行うため、専門家を率いたインド・アジア・太平洋地域各国との二国間訓練・交流及び空母ロナルド・レーガン、メンテナンスによる西太平洋地域の空母空白を補うためのものである。同年2月中旬には西太平洋に達し、南シナ海においてカール・ヴィンソンの打撃群が今回の行動を開始 。
同年4月上旬には北朝鮮の弾道ミサイル計画に対する懸念が高まり、当初の予定を変更して朝鮮半島沖に空母打撃群を率いての派遣がハリスアメリカ太平洋軍司令官により指示される。同月12日、ドナルド・トランプ大統領が「非常に強力な艦隊を送り込んでいる」とした、北朝鮮のミサイル・核実験を抑えるための声明を発表した。
同月15日、オーストラリア海軍との演習後、スンダ海峡を航行し本格的な行動を開始する。同月23日から28日、海上自衛隊の護衛艦「あしがら」と護衛艦「さみだれ」、航空自衛隊のF-15J戦闘機などとの訓練を実施。同月29日午後には朝鮮半島沖まで達し、同年6月までに韓国海軍や韓国空軍と訓練を行った 。2017年6月1日から3日にかけて日本海能登半島沖にて空母ロナルド・レーガンとその打撃群艦隊、海上自衛隊の護衛艦「ひゅうが」、「あしがら」及び航空自衛隊F-15J戦闘機と共同訓練を実施した。
2018年8月3日、本艦は能力向上付与による改装工事（DPIA）に先立ち、ピュージェット・サウンド海軍造船所に入渠するため、キトサップ海軍基地に母港を移すことを発表した。

### 2020年代

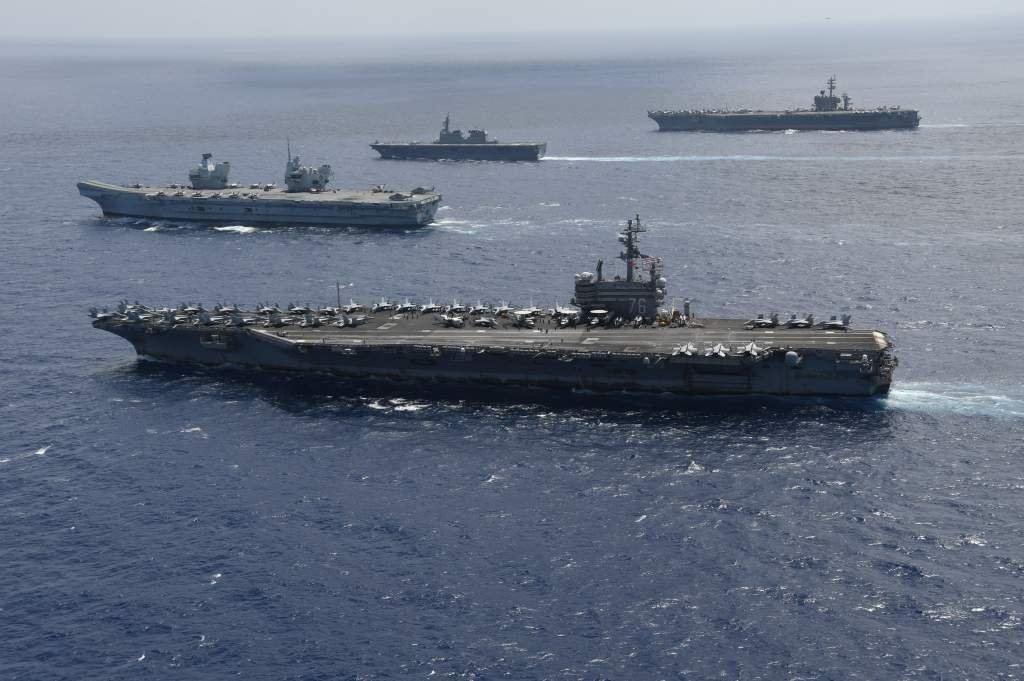
手前から米空母「ロナルド・レーガン」、英空母「クイーン・エリザベス」、護衛艦「いせ」、「カール・ヴィンソン」（2021年10月）

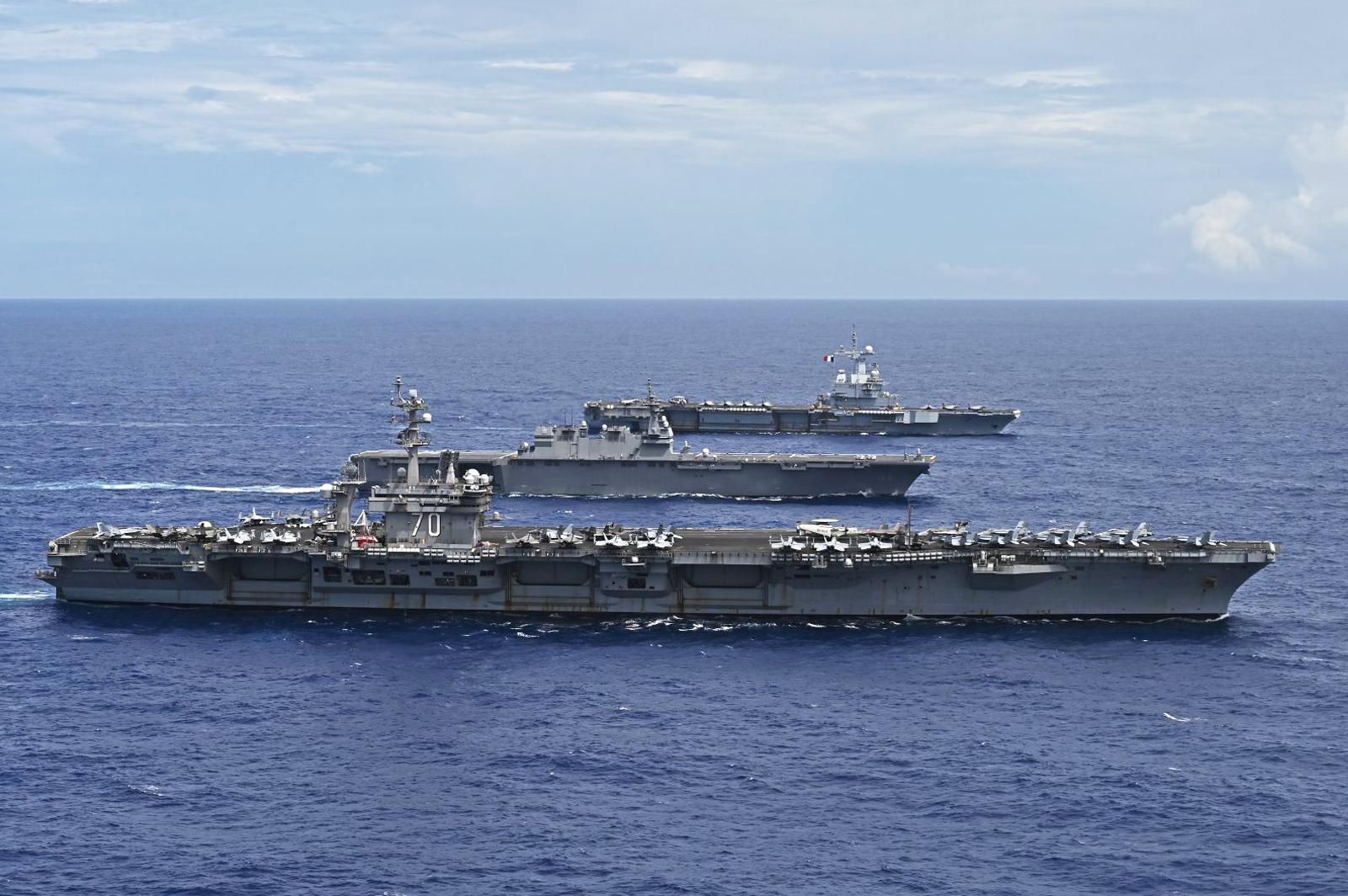
日米仏共同訓練を実施中の「カール・ヴィンソン」（手前）、「かが」、「シャルル・ドゴール」（2025年2月）

2021年8月28日、2003年以来18年ぶりに神奈川県の横須賀基地に入港した。最新鋭のF-35C戦闘機とCMV-22オスプレイを搭載したまま入港しており、両機種とも日本に来るのは初めて。本艦の横須賀寄港は、中国に対するけん制とみられる。
同年10月2日から3日にかけて、沖縄南西海空域において実施された日米英蘭加新共同訓練に空母「ロナルド・レーガン」などとともに参加し、イギリス海軍空母「クイーン・エリザベス」を中心とする空母打撃群CSG21、海上自衛隊護衛艦「いせ」などと対抗戦、防空戦、対潜戦、戦術運動、通信訓練等を実施した。
2022年1月24日、南シナ海を航海中にF-35Cが着艦に失敗し海に落下した。緊急脱出したパイロットはヘリコプターで救助されたが、パイロットと乗組員6人が負傷した。空母の被害は表層的なものにとどまり、空母は通常の活動を再開した。なお、海没した機体は機密保持のため、後日、3750mの深海底からサルベージが行われた。
2023年11月、CV-22が鹿児島県・屋久島沖で墜落した事故で、行方不明となっている乗員7人の捜索活動に参加した。
2025年2月10日から2月18日にかけて、フィリピン東方海空域でフランス海軍空母「シャルル・ド・ゴール」を中心としたフランス空母打撃群および海上自衛隊と日米仏共同訓練（パシフィック・ステラー）を実施する。米海軍からは他に巡洋艦「プリンストン」、駆逐艦「スタレット」、駆逐艦「ウィリアム・P・ローレンス」、P‐8A哨戒機が、海上自衛隊からは護衛艦「かが」、「あきづき」等が参加し、各種戦術訓練（対空戦、対潜戦、LINKEX、クロスデッキ等）及びPHOTOEXを実施する予定。

## 第2空母航空団
第2空母航空団（英: Carrier Air Wing Two、略称：CVW-2）は、カール・ヴィンソン（CVN-70）に搭載される航空団であり、2023年10月現在、下記の飛行隊で構成される。
| 飛行隊名                                 | 愛称                                  | 使用機種         |
| ---------------------------------------- | ------------------------------------- | ---------------- |
| 第2戦闘攻撃飛行隊（VFA-2）               | バウンティ・ハンターズ Bounty Hunters | F/A-18F BlockII  |
| 第113戦闘攻撃飛行隊（VFA-113）           | スティンガーズ Stingers               | F/A-18E BlockIII |
| 第192戦闘攻撃飛行隊（VFA-192）           | ゴールデン・ドラゴンズ Golden Dragons | F/A-18E BlockII  |
| 第97戦闘攻撃飛行隊（VFA-97）             | ウォーホークス Warhawks               | F-35C            |
| 第136電子攻撃飛行隊（VAQ-136）           | ガントレッツ Guntlets                 | EA-18G           |
| 第113艦上空中早期警戒飛行隊（VAW-113）   | ブラック・イーグルス Black Eagles     | E-2D AR          |
| 第4ヘリコプター海上戦闘飛行隊（HSC-4）   | ブラック・ナイツ Black Knights        | MH-60S           |
| 第78ヘリコプター海洋打撃飛行隊（HSM-78） | ブルー・ホークス Blue Hawks           | MH-60R           |
| 第30艦隊兵站多任務飛行隊（VRM-30）       | タイタンズ Titans                     | CMV-22B          |

## 命名時に生存中の人名を付けた米軍艦船
- カール・ヴィンソン (USS Carl Vinson, CVN-70)
- ロナルド・レーガン (USS Ronald Reagan, CVN-76)
- ジョージ・H・W・ブッシュ (USS George H. W. Bush, CVN-77)
- アーレイ・バーク (USS Arleigh Burke, DDG-51)
- ニッツェ (USS Nitze, DDG-94)
- ジミー・カーター (USS Jimmy Carter, SSN-23)
- ハイマン・G・リッコーヴァー (USS Hyman G. Rickover, SSN-709)
- ボブ・ホープ (USNS Bob Hope, T-AKR-300)